# Drangar
Drangar (Drängar) est une parcelle de terre en Islande, dans les Hornstrandir, tout près d'un promontoire appelé le Drangaskörð. C'est cet endroit que colonisa Thorvaldr Asvaldsson, le père d'Erik le Rouge lorsqu'il fut banni de la Norvège.  
Il y a également un autre lieu appelé Drangar en Islande. Il se trouve sur la côté nord de la péninsule de Snaefellsnes. À cet endroit, Erik le Rouge tua deux des fils de Thorgestr.
Drangar n'est plus habité depuis 1966 et aucune route n'y mène.